# Шварн (воевода)
Шварн — древнерусский воевода, о котором неоднократно упоминают Лаврентьевская и Ипатьевская летописи. О его происхождении имеется лишь одно сообщение в Тверском летописном сборнике, где говорится о том, что он «чешский князь». Имя Шварн может быть связано с чешским прозвищем «švarný» — «удалой, молодцеватый».

## Биография
Вероятно, пришёл на Русь в свите моравской княжны Евфимии Оломоуцкой, вышедшей замуж за брата великого князя Изяслава Мстиславича, новгородского князя Святополка Мстиславича. Не исключено, что Шварн являлся её родственником. В 1146 году первое упоминание о его службе у Изяслава Мстиславича. В 1151 году принимал участие в походе на Киев при попытке Изяслава Мстиславича вернуть себе великокняжеский престол. После смерти Изяслава Мстиславича Шварн перешёл на службу к черниговскому князю Изяславу Давыдовичу, в войске которого принимал участие в осаде Белгорода Киевского в 1161 году. Осада была неудачной и Шварн был взят в плен. Последнее известие о Шварне относится к 1166 году, когда он, будучи на службе у переяславского князя Глеба Юрьевича, во главе дружины потерпел поражение от половцев, был взят ими в плен, а затем освобождён из плена князем за крупный выкуп.

## Вопрос отцовства в отношении Марии Шварновны
Согласно одной из гипотез, Шварн мог являться отцом Марии Шварновны, супруги владимирского великого князя Всеволода Большое Гнездо, которую часть источников (в частности, Новгородская первая летопись) называет «дочерью князя чешского». Знакомство Всеволода с Марией могло произойти в рамках одного из походов в Южную Русь Андрея Боголюбского, в которых его сын Всеволод принимал участие. Княжеский статус Шварна и его возможное родство с новгородской княгиней Евфимией вполне относили его к кругу людей, с которыми были готовы породниться великие князья владимирские. В то же время существуют серьёзные аргументы в пользу осетинского (ясского) происхождения Марии Шварновны («Ясыни»).